# Kleopatra (Schwester des Midas)
Kleopatra (altgriechisch Κλεοπάτρα Kleopátra, deutsch ‚die durch den Vater Berühmte‘) ist eine Frauengestalt der griechischen Mythologie.
Laut dem byzantinischen Gelehrten Johannes Tzetzes war Kleopatra die Schwester des Midas.